# Nazaré (filme)
Nazaré é um longa-metragem português realizado por Manuel Guimarães no ano de 1952.

## Enredo
O enredo cobre a existência da comunidade piscatória da Nazaré de um ponto de vista que a apresenta como dura e heróica, com os seus conflitos e sentimentos individuais pelo meio do drama colectico, com mar destruidor e fertilizador em fundo. O enredo apresenta simbolicamente várias histórias ligadas com o ciclo nascimento-vida-morte é traçado através de diversas personagens, por exemplo os irmãos Manata, o forte e valente António (Vírgilio Teixeira) e o fraco e cobarde Manuel (Artur Semedo).